# Dos Arroyos 1ra. Sección
Dos Arroyos 1ra. Sección är en ort i Mexiko.   Den ligger i kommunen Salto de Agua och delstaten Chiapas, i den sydöstra delen av landet, 800 km öster om huvudstaden Mexico City. Dos Arroyos 1ra. Sección ligger 52 meter över havet och antalet invånare är 117.
Terrängen runt Dos Arroyos 1ra. Sección är kuperad åt sydväst, men åt nordost är den platt. Runt Dos Arroyos 1ra. Sección är det ganska glesbefolkat, med 38 invånare per kvadratkilometer. Närmaste större samhälle är Salto de Agua, 8,3 km sydväst om Dos Arroyos 1ra. Sección. Trakten runt Dos Arroyos 1ra. Sección består till största delen av jordbruksmark.